# 1869 Philoctetes
Az 1869 Philoctetes (ideiglenes jelöléssel 4596 P-L) egy kisbolygó a Naprendszerben. Cornelis Johannes van Houten, Ingrid van Houten-Groeneveld és Tom Gehrels fedezte fel 1960. szeptember 24-én. A Jupiter pályáján keringő Trójai csoport tagja.